# Château du Haut-Barr
Le château du Haut-Barr (en allemand Hohbarr) est un château médiéval en ruines situé sur la commune française de Saverne, dans le département du Bas-Rhin.
Il fait l’objet d’un classement au titre des monuments historiques depuis octobre 1874.

## Toponymie
Le nom d’origine, tel que mentionné en 1112, est Borre, ou sa variante orthographique Borra, qui se retrouve dans un document de 1168. Ce nom a probablement pour origine le mot bor, ou bar, signifiant « sommet » ou « hauteur », provenant peut-être de la langue celtique plutôt que germanique. À partir du XVIe siècle, sous l’influence de la normalisation de l’allemand, le nom Borr devient peu à peu Bar, parfois aussi orthographié Barr, bien que la forme d’origine apparaisse encore dans les documents jusqu’au XVIIe siècle. L’évêque Charles de Lorraine est le premier à utiliser à la fin du XVIe siècle la forme Hohenbarr, peut-être pour distinguer le château des localités du même nom se trouvant sur ses terres. Ce terme devient par la suite Hohbarr en allemand et traduit Haut-Barr en français.
De nombreuses variantes orthographiques de ces noms ont été utilisées, notamment à la fin de l’époque moderne, pendant laquelle le nom est parfois écrit Bach, Haubar, Haut Baar, Aubart, etc.

## Localisation
Le château du Haut-Barr se trouve à 2,5 km sud de la ville de Saverne, à cheval sur les bans de cette ville et du village de Haegen, sur un éperon rocheux s’étendant vers le nord à partir de la montagne du Brotschberg, entre la plaine d’Alsace à l’est et la Zorn à l’ouest. Sur le même éperon se situent également, au sud du Haut-Barr, les château du Petit Geroldseck et du Grand Geroldseck, tandis que sur le sommet opposé, de l’autre côté de la Zorn, se trouve celui du Greifenstein. Cette densité castrale s’explique par l’importance stratégique de la position, qui permet de contrôler le passage à travers les Vosges entre la Lorraine et l’Alsace par la vallée de la Zorn ou le col de Saverne. Cet emplacement, qui offre une vue dégagée dans toutes les directions, a valu dès le Moyen Âge au Haut-Barr le surnom de Oculus Alsatie, « l’œil de l’Alsace ».
Le château en lui-même se trouve à 450 m d’altitude, sur une barre de grès, orientée nord-ouest, de 250 m de long et environ 15 m de haut, de laquelle émergent trois grands rochers de plus de vingt mètres de haut. Parmi ceux-ci, celui situé au centre est le plus grand, avec 80 m de long, bien que sa surface utile soit réduite du fait d’un rétrécissement en son centre. Il est relié au sud par un pont au plus petit rocher, dit Markfels, qui mesure 25 m de long pour une dizaine de mètres de large. Enfin, au nord et à 55 m du bloc médian dont il est séparé, se trouve un troisième rocher de 65 m de long pour 8 m de large.

## Historique

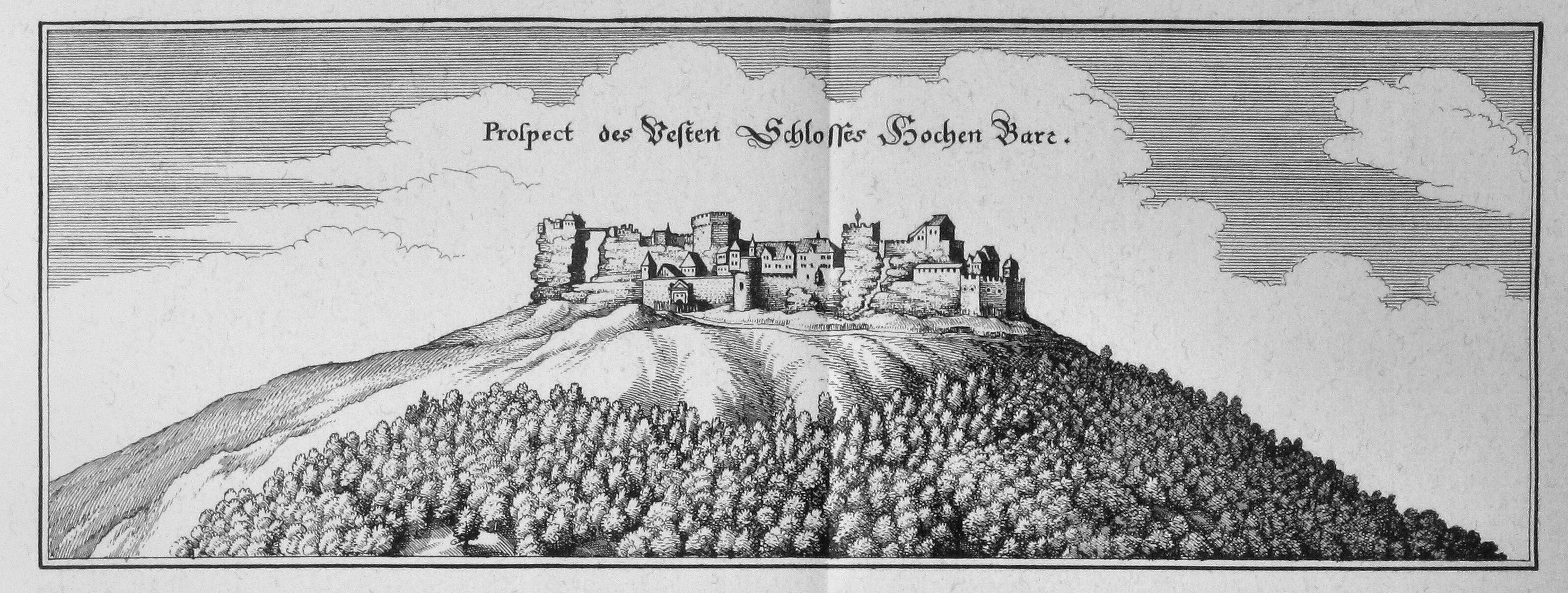
Topographia Alsatiae, Schloß Hochen Barr

Édifié en 1170, il est transformé et restauré au XIVe siècle. La première partie du château est construite au début du XIIe siècle, en grès, à 458 mètres d'altitude.
Il est érigé pour surveiller la vallée de la Zorn et la plaine d'Alsace par les évêques de Strasbourg. C'est ainsi qu'il est surnommé « l'œil de l'Alsace » par les Strasbourgeois.
Le prince-électeur de Westphalie ordonne la destruction de plusieurs châteaux dont il fait partie, mais durant la guerre de succession d'Espagne, les soldats décident de réintégrer la forteresse.
Le château est abandonné vers 1770, mais il continue à être occupé jusqu'à la Révolution française.[pas clair]

## Description

### Matériaux
Le rocher sur lequel est bâti le château est constitué de grès, qui s’est formé par le dépôt successifs de sédiments. Ces derniers ayant été de composition différente en fonction de leur époque de dépôt, ils ont plus ou moins bien résisté à l’érosion, donnant naissance à ces buttes rocheuses caractéristiques des Vosges du Nord. Ainsi, au Haut-Barr, les couches inférieures sont formées d’un grès à grains fins, tandis que les couches supérieures sont un poudingue comprenant une grande quantité de galets de quartz blanc, dit « poudingue savernien ». Le second résistant mieux à l’érosion, ses couches tendent à former des encorbellements, tandis que celles constituées du premier s’usent plus rapidement, générant des retraits.
La pierre destinée à la construction a été prélevée directement sur place. Toutefois, le poudingue étant un matériau de construction assez médiocre, les bâtisseurs ont privilégié l’emploi du grès vosgien, une pierre ayant l’avantage d’être facile à tailler. La qualité de la taille est très variable selon les époques : les constructions de l’époque romane sont dans un grand appareil très soigné, tandis qu’à l’époque gothique il est fait usage d’un moyen appareil bien moins qualitatif ; le grand appareil se retrouve pendant quelque temps à la Renaissance, mais à partir du XVIIIe siècle les pierres employées des plus médiocres, étant de petites dimensions et à la taille irrégulière, bien qu’il y ait quelques blocs de qualité provenant de réemplois.

### Artéfacts
Sur le site fut retrouvé notamment des trompes ou cornes d'appel.

Chapelle castrale (bâtiment indépendant).
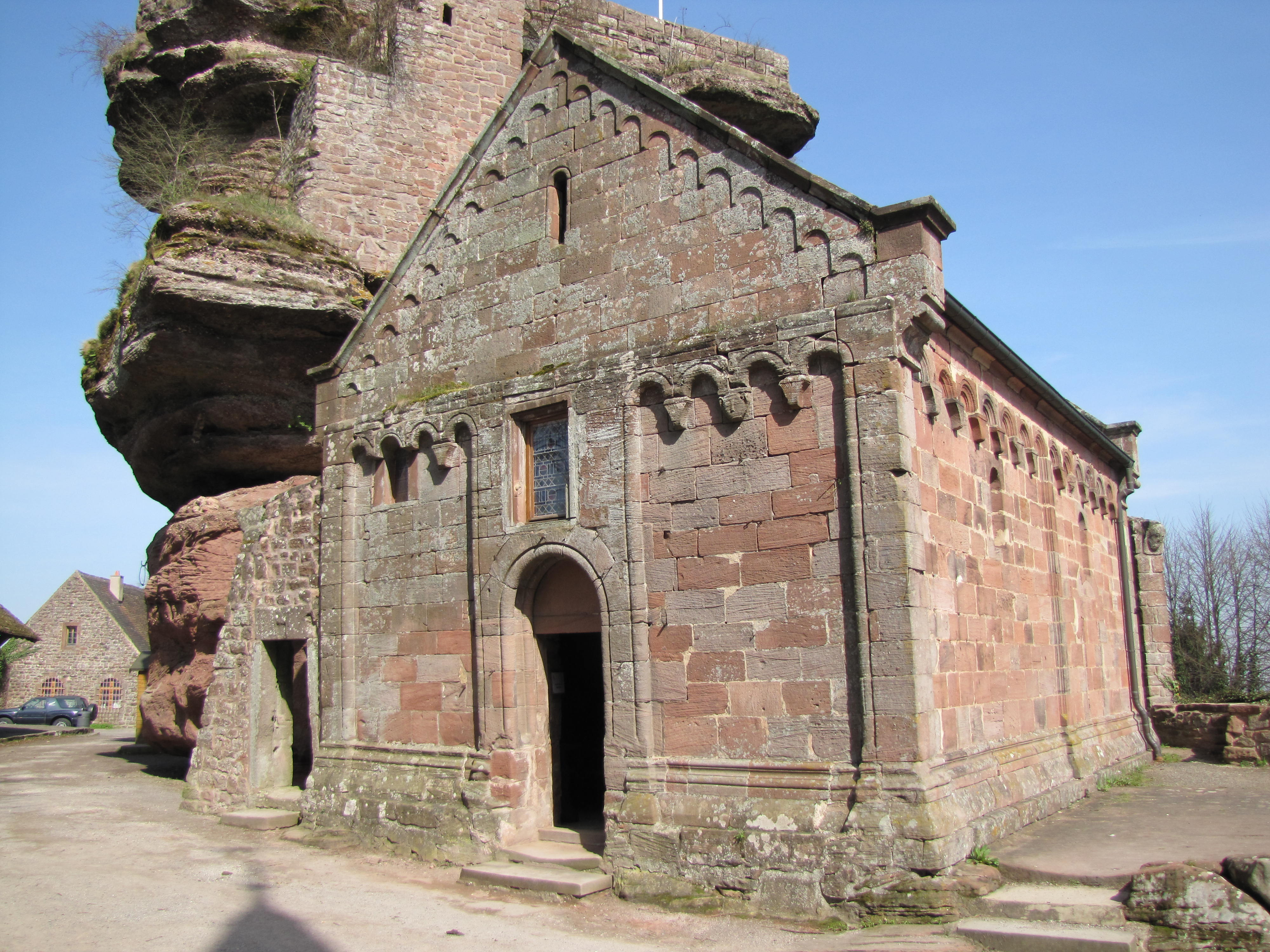
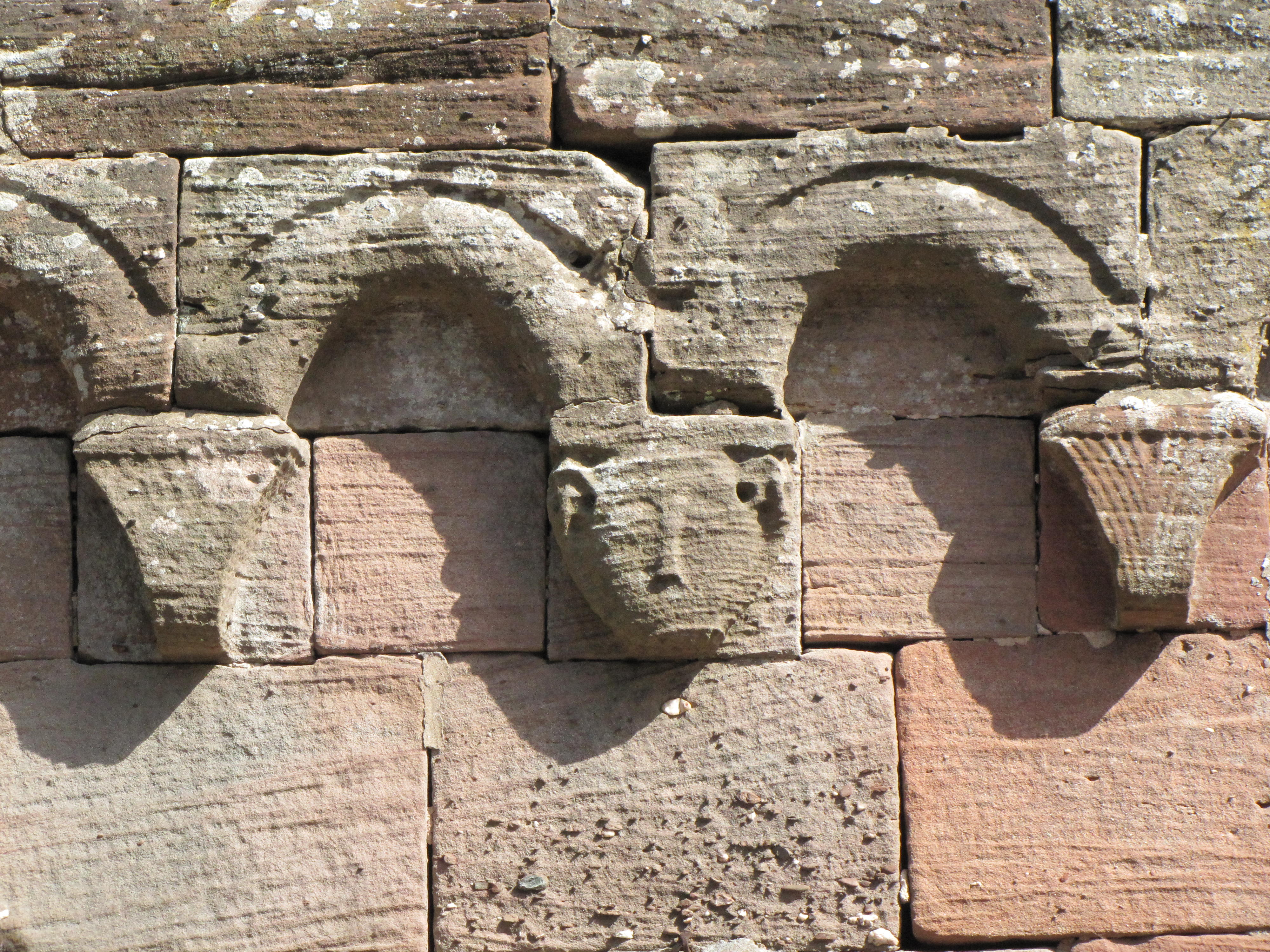
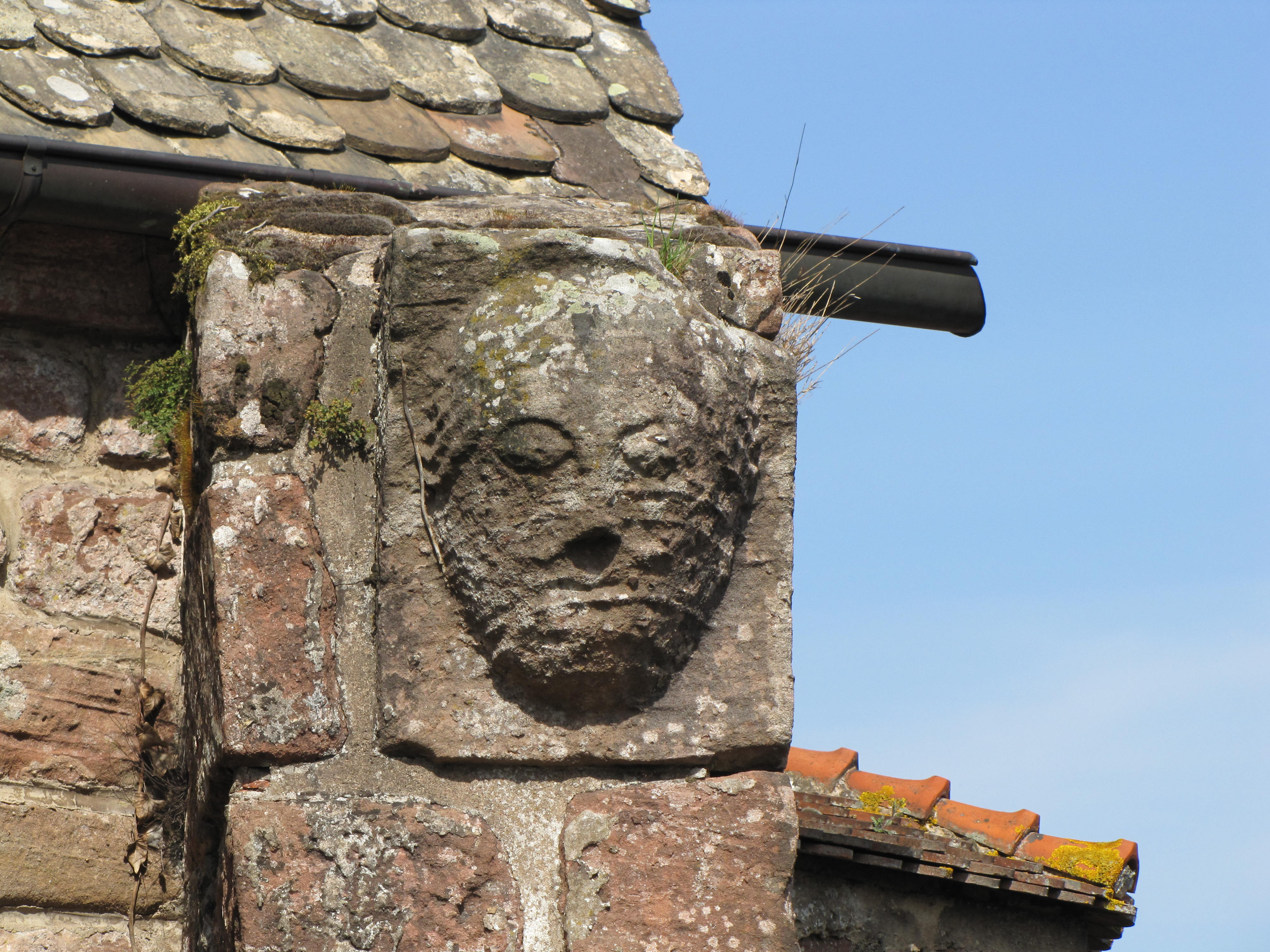
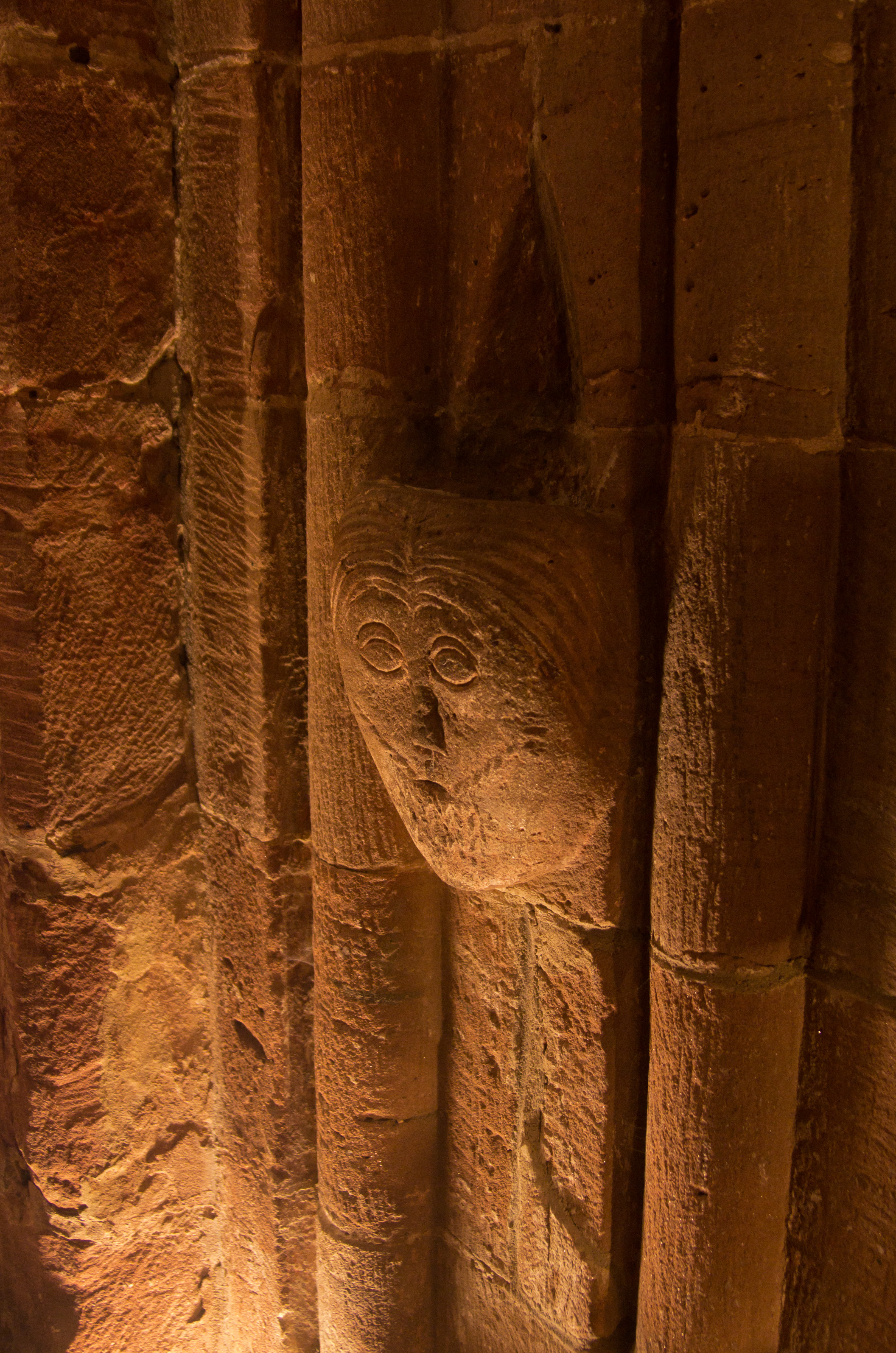
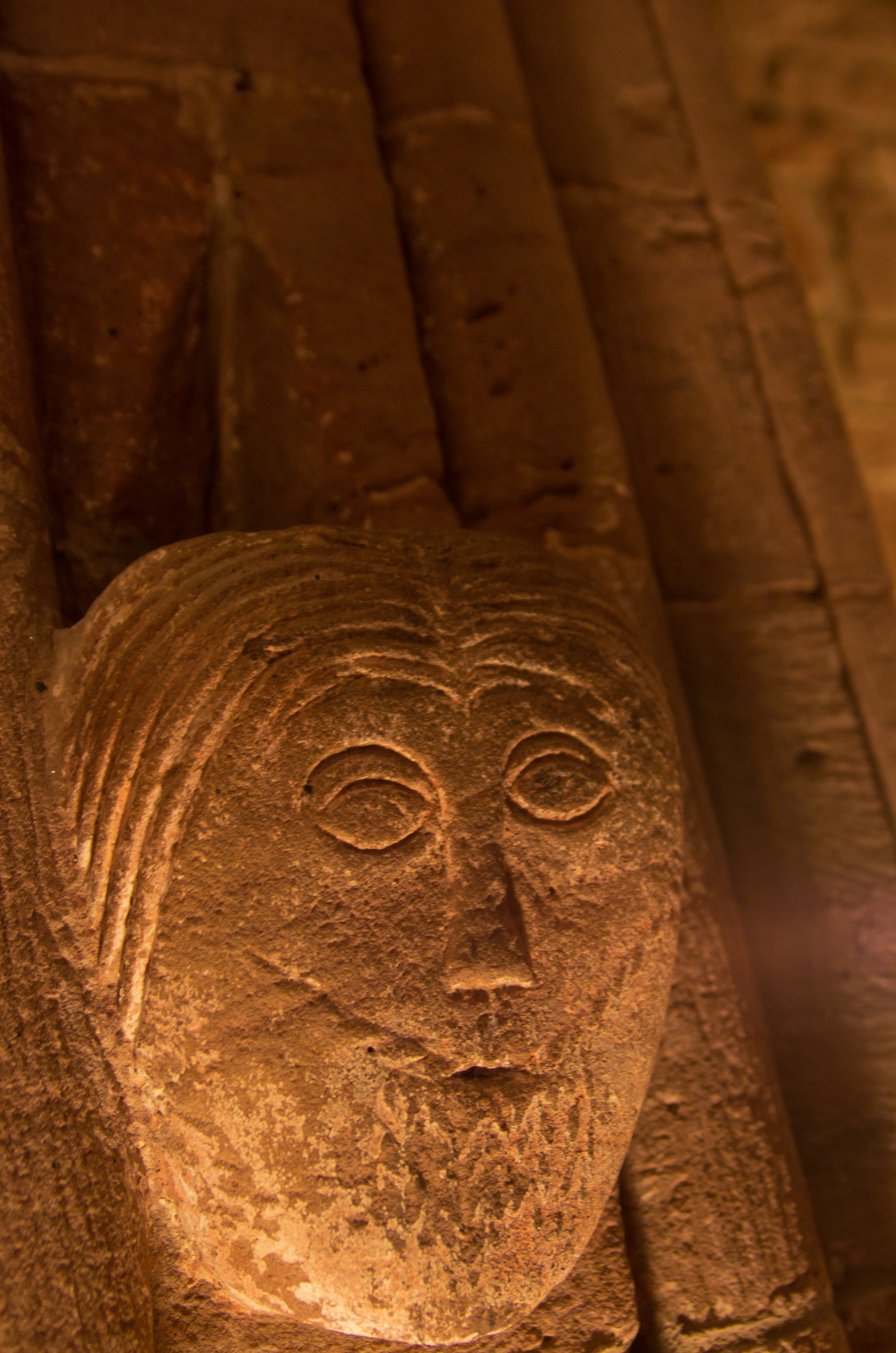
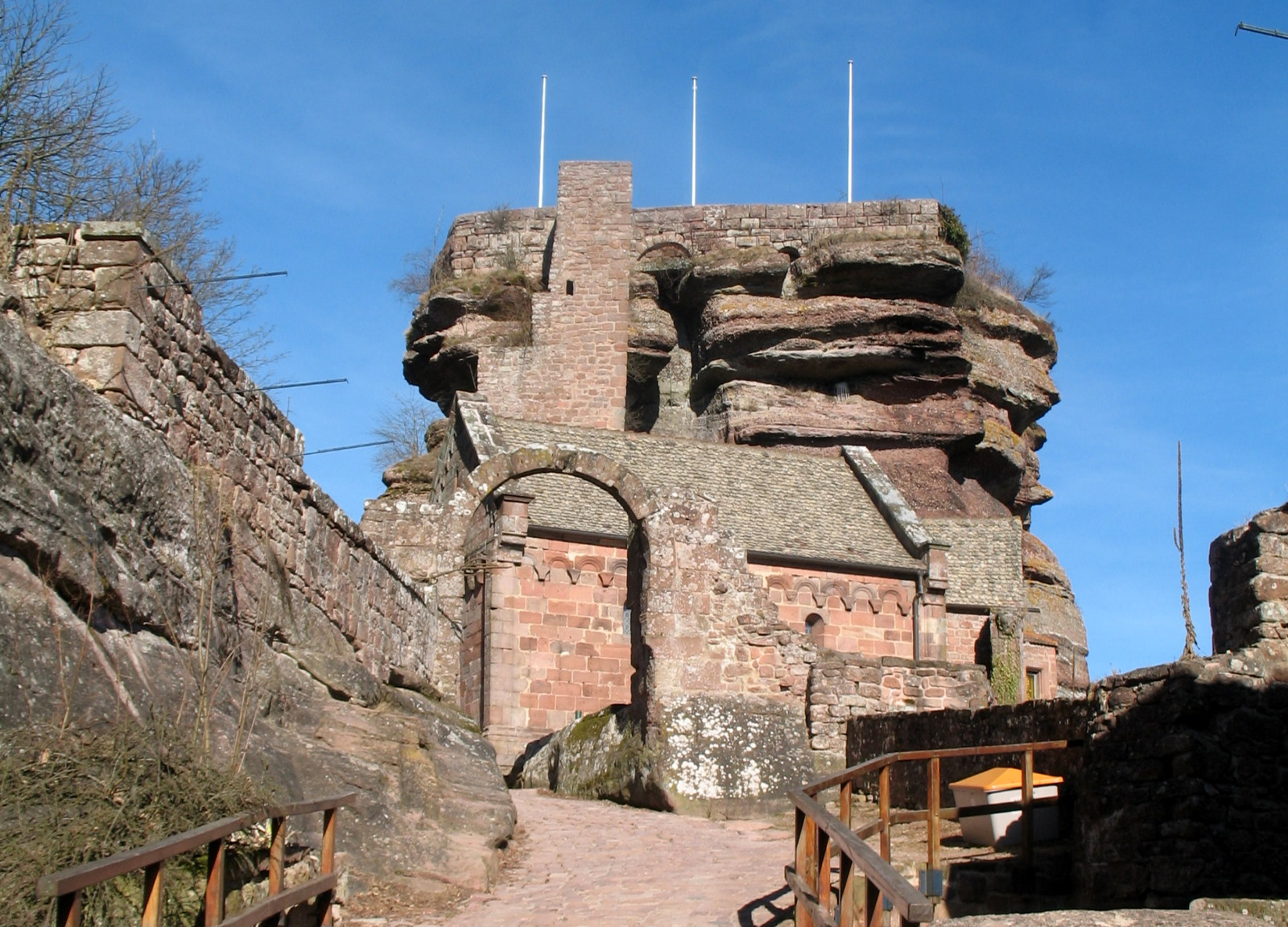
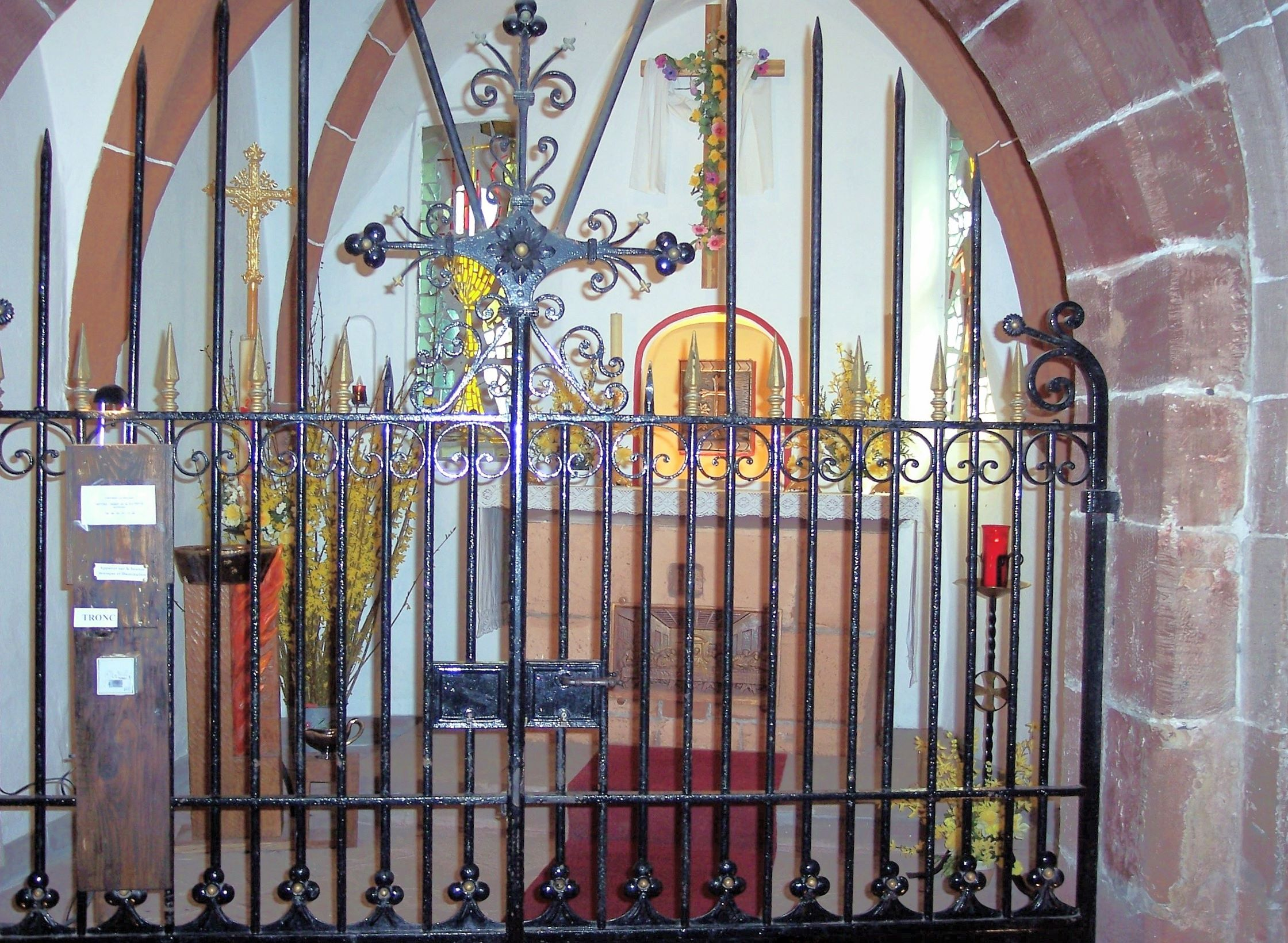

Une tour servant au télégraphe Chappe pour la ligne Paris-Metz-Strasbourg a été implantée en 1798 dans l'enceinte même du château, près du pont du diable (qui relie deux éperons rocheux), en raison de son positionnement idéal sur un point haut.
Elle est déplacée en 1810 vers son emplacement actuel au lieu-dit Honber (commune de Haegen) à quelques centaines de mètres du château, en raison de son accès trop dangereux à l'époque.
Ruinée, la tour est aujourd'hui une reconstitution visitable avec une exposition en son sein.

## La confrérie du Haut-Barr
Le 17 mai 1586, l'évêque de Strasbourg Jean de Manderscheid fonde au château du Haut-Barr une confrérie de buveurs qu'il nomme la Confrérie de la Corne voulant faire du château « le capitole des francs-buveurs de son évêché ».